# Bad Company
Para el videojuego véase: Battlefield: Bad Company
Bad Company es un supergrupo británico de hard rock fundado en 1973 en Westminster, Londres. Originalmente estuvo integrado por exmiembros de la banda Free (Paul Rodgers, Simon Kirke), Mick Ralphs (exmiembro de Mott the Hoople) y Boz Burrell (exmiembro de King Crimson). Bad Company fue representado por Peter Grant, quien también guio a Led Zeppelin por éxitos masivos. La banda disfrutó de gran popularidad durante la década de 1970.
Inicialmente se inspiraron en la película clásica del oeste homónima (Bad Company, 1972) protagonizada por Barry Brown y Jeff Bridges (la película se tituló en España Pistoleros en el Infierno), y que dio lugar al nombre de la banda y a su primer éxito en 1973. Entonces pasaron a ser una de las primeras superbandas de los años 70. La banda se reformó en 1986 con el exvocalista de Ted Nugent, Brian Howe, en el lugar de Rodgers, y Steve Price reemplazando a Boz Burrell en el bajo. Con Howe como vocalista, el sonido de Bad Company adquirió un estilo similar a Foreigner, con menos blues y más glam rock, logrando llegar a un mercado mucho más amplio. Debido a tensiones internas entre los integrantes de la banda, Brian Howe la dejó en 1994. Durante los años 1990, la banda siguió adelante con diversos músicos y con el batería Simon Kirke como único componente original. La formación en el año 2003 incluye a Mick Ralphs y a Simon Kirke, además de a Dave Colwell (teclados), Rick Wills (bajo) y Robert Hart (vocalista).

## Historia

### La época original con Paul Rodgers (1973-1982)
El cantante Paul Rodgers estaba tan fanatizado de la película Bad Company que por ella decidió llamar así a su banda. Su nombre fue también propuesta para el álbum homónimo de la banda y el posterior sencillo.

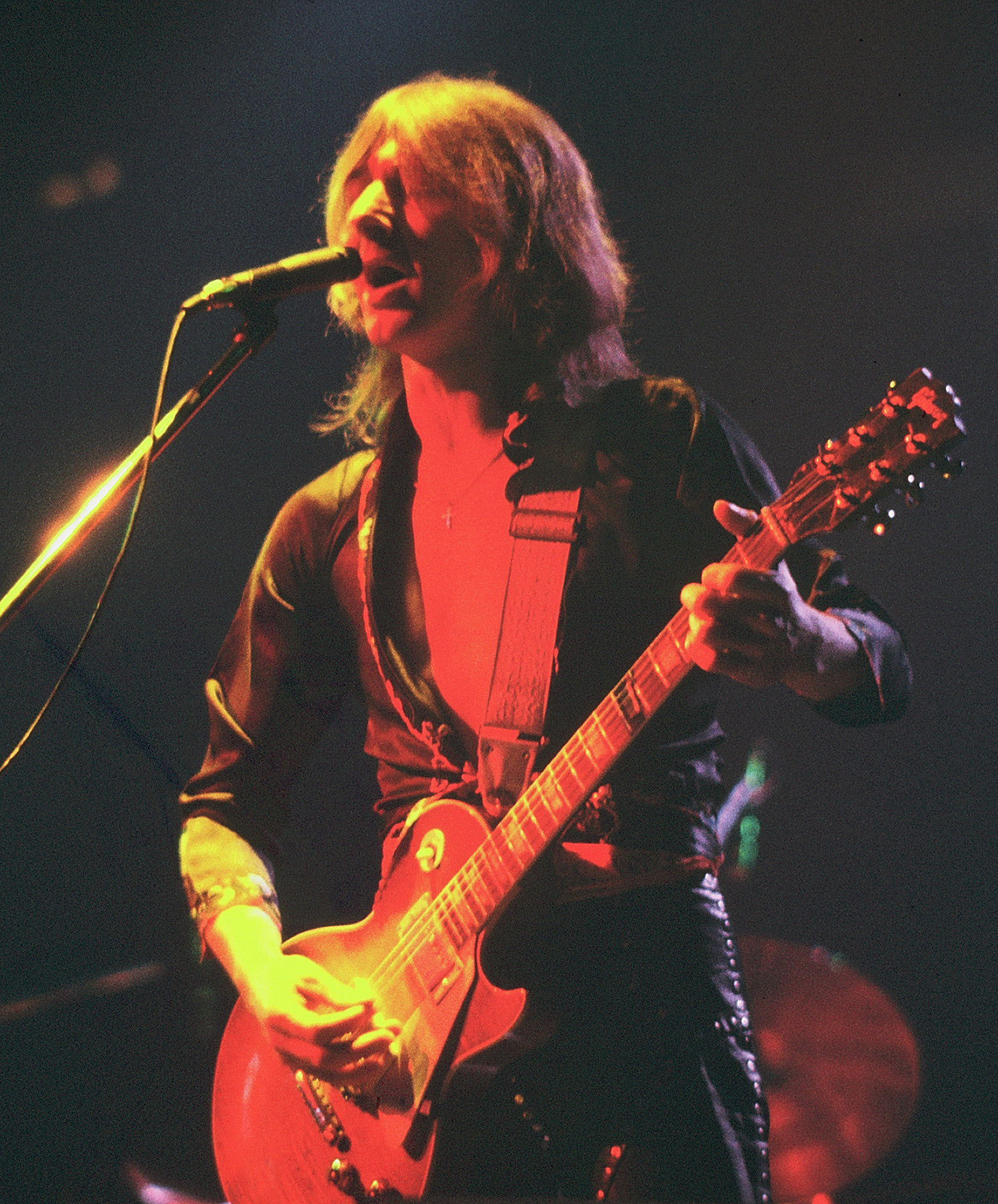
Mick Ralphs con Bad Company en 1976

El álbum debut de 1974, llamado Bad Company, fue un éxito internacional, junto con el grupo, que fue considerado como uno de los primeros supergrupos de los años 70. Bad Company consistía en cuatro músicos de sesión: dos miembros fundadores de Free, el cantante Paul Rodgers y el baterista Simon Kirke; el fundador de Mott the Hoople, el guitarrista Mick Ralphs y el bajista de King Crimson, Boz Burrell. El grupo fue representado por Peter Grant, quien también representaba a Led Zeppelin en la fecha y estaría a cargo de Bad Company hasta 1982, cuando Swan Song Records desapareció. El álbum alcanzó el puesto número 1 en el ranking Billboard's Pop Albums (Norteamérica) e incluyó dos sencillos que superaron el puesto 20 en las listas, «Can't Get Enough» en el número 5 en 1974 y «Movin' On» en el 19 a principios de 1975. En 1975, el álbum Straight Shooter dio al grupo otro puesto 1 en el ranking Billboard's Pop Albums. El álbum también consiguió dos exitosos sencillos, «Good Lovin' Gone Bad» en el número 36 y la balada «Feel Like Makin' Love» en el 10.
A finales de 1975, Paul Kossoff (exguitarrista de Free) se unió a Bad Company y a sus excompañeros de Free, Paul Rodgers y Simon Kirke, sobre el escenario durante dos noches para interpretar el éxito de Free «All Right Now». Bad Company programó una gira por Inglaterra junto a la nueva banda de Kossoff, Back Street Crawler, para promocionar el nuevo álbum de Bad Company Run with the Pack. El comienzo de esta gira de doble cabecera fue programado para el 25 de abril de 1976, pero tuvo que ser cancelada debido a la muerte de Paul Kossoff, ocurrida el 19 de marzo de 1976.
Run with the Pack fue el primer álbum de Bad Company en obtener disco de platino. Al tercer millón de copias vendidas, alcanzó el puesto número 5 en el ranking Billboard y presentó el éxito «Young Blood», que llegó al puesto 20 en las listas populares.

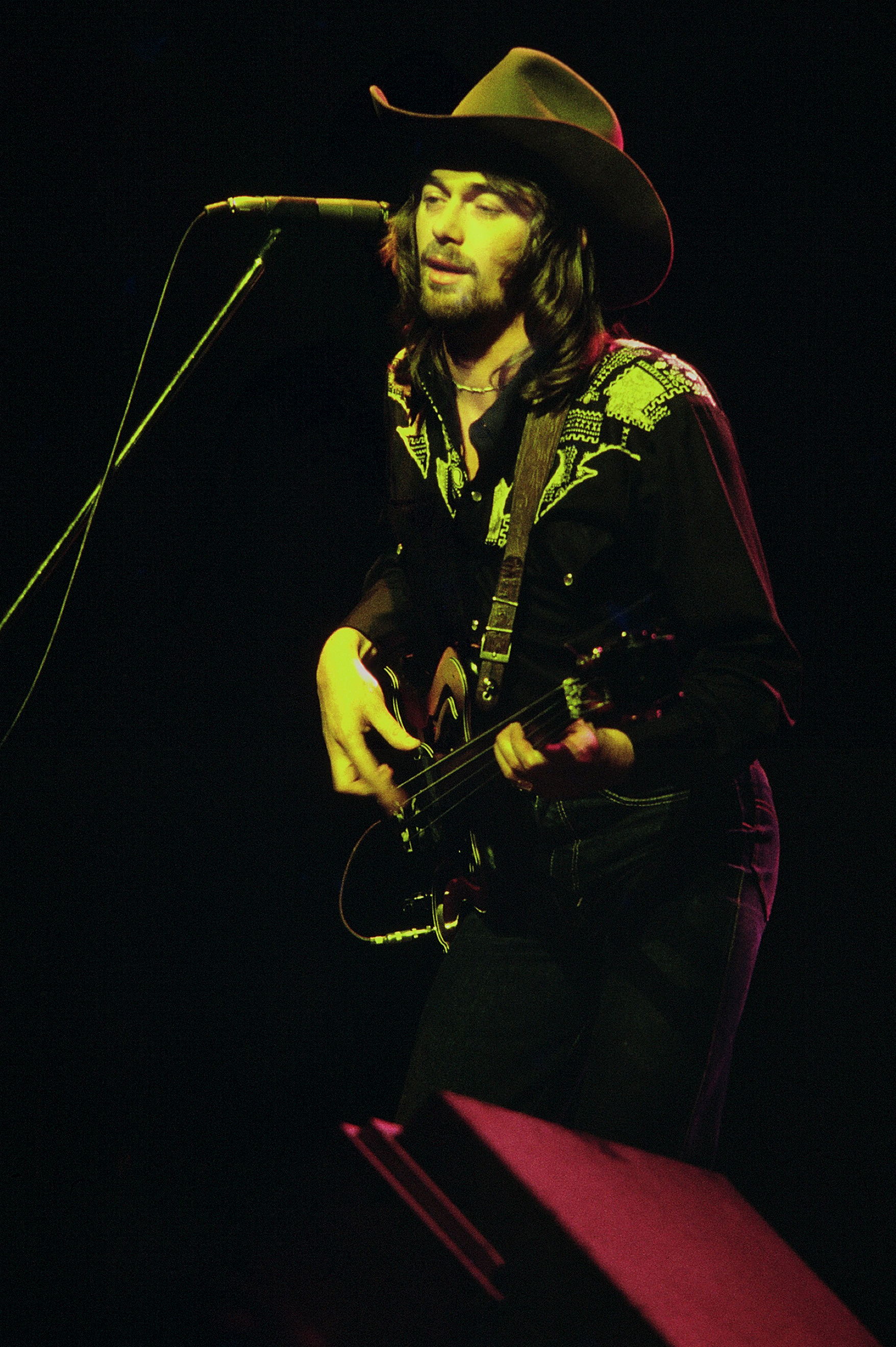
Boz Burrell con Bad Company en 1976

Burnin' Sky, de 1977, es considerado el peor de los primeros cuatro álbumes, logrando un decepcionante puesto 15, y se considera el álbum de Bad Company menos vendido hasta la fecha. El disco tuvo sólo un sencillo que llegó a tener puesto en un ranking: la canción que da título al álbum, «Burnin' Sky», la cual alcanzó el puesto 78 en las listas populares. Desolation Angels de 1979 estuvo mejor que su antecesor y dio a la banda su primer platino Top 5 por venta de álbumes desde el álbum de 1976, Run With the Pack. Desolation Angels enriqueció el sonido del grupo con sintetizadores y cuerdas. El álbum alcanzó el puesto 3 en los rankings Billboard y nuevamente tuvo dos sencillos en las listas: «Rock 'n' Roll Fantasy» en el puesto 13 y «Gone Gone Gone» en el puesto 56.
A finales de la década de los 70, en la banda creció el desencanto por tocar en grandes estadios. Adicionalmente, Peter Grant perdió interés en el grupo, y generalmente en la representación, después de que el baterista de Led Zeppelin, John Bonham, murió el 25 de septiembre de 1980. En palabras de Simon Kirke: «Peter era en definitiva el pegamento que nos mantuvo a todos unidos, y en su ausencia nos separamos». Se conoció también que Paul Rodgers —quien posee cinturón negro en artes marciales— estuvo involucrado en un altercado y agresión física con Boz Burrell y Mick Ralphs.
Bad Company finalizó una pausa de tres años con el lanzamiento del nuevo álbum de estudio Rough Diamonds en 1982. Este sería el sexto y último LP con la formación original hasta la grabación de cuatro nuevas canciones en 1998. En ventas fue el peor de los álbumes de Bad Company con Paul Rodgers como líder. El álbum alcanzó el puesto 26 y presentó «Electricland» (número 74), que alcanzó el puesto 2 en la lista Hot Mainstream Rock Tracks recientemente creada.
Después del lanzamiento de Rough Diamonds, la banda se separó. Mick Ralphs dijo: «Paul quiso una separación y la verdad es que todos necesitábamos parar. Bad Company había sido mayor que todos nosotros y para continuar habríamos destruido a alguien o algo. Desde un punto de vista financiero, era la peor cosa por hacer, pero el instinto de Paul fue absolutamente correcto».
A pesar de ser famosos por sus presentaciones en vivo y llenar estadios por casi una década, Bad Company no publicó oficialmente un álbum de presentaciones en vivo hasta el año 2006 cuando se lanzó el álbum Live in Albuquerque 1976. Las grabaciones fueron hechas por Mick Ralphs, quien regularmente registraba los conciertos de la banda, y los utilizó como una herramienta para perfeccionar su repertorio y presentaciones. Grabaciones aficionadas de conciertos en vivo de Bad Company también están disponibles, incluyendo Boblingen Live (1974), Live in Japan (1975) y Shooting Star Live at the L.A. Forum (1975).

### La época con Brian Howe (1986-1994)
En 1986, Mick Ralphs y Simon Kirke decidieron reunirse para un nuevo proyecto. Su casa discográfica, Atlantic Records, sin embargo, les insistió en que debían continuar con el nombre Bad Company, pero Paul Rodgers estaba trabajando junto a Jimmy Page (eguitarrista de Led Zeppelin) con un nuevo supergrupo llamado The Firm. Entonces los dos miembros restantes reclutaron a Brian Howe, exvocalista de Ted Nugent, como el nuevo cantante, Steve Price como el nuevo bajista y Greg Dechert (exmiembro de Uriah Heep) como teclista. El estilo vocal de Howe trajo más sonido pop-rock a la banda, en contraste con el estilo más blusero de Rodgers. La banda llamó al productor de Foreigner, Keith Olsen para producir el álbum inicial de la nueva formación, Fame and Fortune de 1986. Reflejando el estilo musical de mediados de los '80, el álbum fue apoyado por teclados, a diferencia de los álbumes previos de Bad Company, y sólo tuvo un modesto éxito comercial, bordeando los Top 100. El sencillo "This Love" logró alcanzar el puesto #85 en las listas de sencillos.
Boz Burrell, el bajista original de Bad Company, aceptó reunirse con la banda y su nombre fue acreditado en el álbum Fame and Fortune, aunque no tocó en él. Burrell participó en la gira del álbum y dejó la banda nuevamente. Price luego retornó. En 1987, Dechert fue excluido de la formación y la banda decidió no incluir teclados en su sonido. Salieron de gira ese año teloneando a Deep Purple.
Para el siguiente álbum de la etapa Howe, Dangerous Age de 1988, la banda reemplazó a Olsen por el productor Terry Thomas, quien se hizo cargo de la mayoría de los teclados e hizo retornar a la banda a un sonido de guitarra trabajada. Thomas también agregó pequeñas dosis de teclados tanto como guitarras rítmicas y coros y escribió la mayor parte de las canciones con la banda. Dangerous Age comenzó mejor que su antecesor, presentando varios videos en MTV y los éxitos "No Smoke Without A Fire" (#4), "One Night" (#9) y "Shake It Up" (#9, también #89 en las listas de sencillos). El álbum obtuvo disco de oro y llegó al Top 60. Para la gira de Dangerous Age, la banda fue apoyada por Larry Oakes (teclados, guitarra), quien también había tocado con Foreigner por un corto período. Price y Oakes se retiraron al término de la gira.
Después de la gira Dangerous Age, durante la cual la banda viajó separadamente de Brian Howe ya que los restantes miembros no podían tolerar su comportamiento, se propusieron encontrar un reemplazante para él. Sin embargo, Howe, esperanzado en comenzar una carrera solista, estaba imposibilitado para asegurar un contrato de grabación y finalmente la banda fue obligada a permitirle regresar como resultado de la presión para producir un nuevo álbum por influencias externas.
El siguiente álbum de la banda, Holy Water de 1990, también producido por Thomas, fue un enorme éxito en cuanto a críticas y ventas, logrando el Top 40 y disco de platino por vender más de un millón de copias. Holy Water fue el primer álbum de la banda bajo la etiqueta Atco Records, subsidiaria de Atlantic. El álbum presentó los sencillos "If You Needed Somebody" (#16), "Holy Water" (#89) y "Walk Through Fire" (#28). El sencillo "Holy Water" llegó al puesto #1 por dos semanas en las listas AOR con "If You Needed Somebody" logrando el puesto #2. El álbum recibió una significativa emisión radial (cinco canciones hicieron las listas AOR en todo) y permitió realizar videos de varios de sus éxitos. Felix Krish tocó el bajo en el álbum de estudio mientras Paul Cullen fue reclutado para las presentaciones en vivo. Mick Ralphs, quien estaba cuidando asuntos personales y familiares, se excluyó de la mayor parte de la gira Holy Water, aunque estuvo presente en el álbum. Ralphs fue reemplazado en la gira y los videos por el exguitarrista de Crawler, Geoffrey Whitehorn. Ralphs retornó durante la parte final de la gira y Whitehorn se integró a Procol Harum donde aún toca hasta el día de hoy. Por aquel entonces también se unió el exguitarrista de ASAP, Dave "Bucket" Colwell como segundo guitarrista. Muchas de las fechas de esta gira fueron exitosas y presentaron a Damn Yankees como coprotagonistas. La gira fue una de las más rentables de 1991, un año que vio muchas otras actuaciones de rock enfrentando una recesión en cuanto a cantidad de público debido a los altos precios de las entradas para los conciertos y una crisis económica.
El último álbum de estudio de la era Howe, Here Comes Trouble de 1992, presentó el éxito de Top 40 "How About That" (#38) y "This Could Be The One" (#87). El álbum obtuvo disco de oro, pero la fórmula fue disminuyéndose. Antes de comenzar la gira de promoción de Here Comes Trouble, la banda agregó al bajista Rick Wills (exmiembro de Foreigner, exmiembro de Roxy Music y exmiembro de Small Faces) y Dave "Bucket" Colwell, un recomendado de Ralphs, ahora como miembro estable. La banda grabó un álbum en vivo, What You Hear Is What You Get: The Best Of Bad Company durante la gira Here Comes Trouble. El disco, publicado en 1993, presentó versiones en vivo de éxitos pertenecientes a las etapas de Rodgers y Howe en la banda, aunque no vendió mucho.
Howe dejó la banda en 1994. En cuanto a su salida de la banda, Howe afirmó: "Dejar Bad Company no fue una decisión difícil. Había llegado el punto donde nadie estaba contribuyendo en nada para componer y, francamente, la banda se estaba volviendo muy, muy poco rigurosa en vivo. Yo simplemente, junto con Terry Thomas, nos cansamos de hacer todo el trabajo y luego debido a esto no conseguir nada excepto resentimientos de parte de Mick y Simon".

### La época con Robert Hart (1995-1997)
Después de la salida de Howe, los miembros restantes invitaron al exvocalista de Distance, Robert Hart, para hacerse cargo de la voz principal. Al contrario de Howe (quien tenía un estilo diferente y un rango alto), Hart era más cercano en la voz y un imitador de Rodgers. La nueva formación publicó Company of Strangers en 1995 bajo el sello EastWest Records y llegó al puesto #159 en las listas de álbumes. Produjo el éxito AOR "Down And Dirty" (#17). Stories Told & Untold (Historias Contadas e Inéditas) fue publicado en octubre de 1996 y fue un éxito comercial. El álbum contiene regrabaciones de siete grandes éxitos de Bad Company (historias "contadas"), y siete canciones nuevas (historias "inéditas"). Muchas de estas fueron grabadas en Nashville y presentaron apariciones de estrellas country invitadas como Vince Gill... pero la nueva formación fue un fracaso comercial en ventas de discos y en gira.

### La segunda época con Paul Rodgers (1998-2002)
Durante su ausencia de Bad Company, Rodgers estuvo involucrado en varios proyectos. Su álbum debut como solista, Cut Loose, fue lanzado en octubre de 1983, y Muddy Water Blues: A Tribute to Muddy Waters batió récords de venta en 1993. También participaría en dos proyectos de bandas: The Firm, con Jimmy Page de Led Zeppelin, y The Law con el exbaterista de The Who, Kenney Jones.
En 1998, Paul Rodgers y Simon Kirke estuvieron discutiendo el lanzamiento de una extensa compilación con una biografía y fotografías para los fanes. Rodgers decidió que el álbum incluiría cuatro nuevas canciones. Finalmente, se reunió con Kirke y los miembros restantes (Mick Ralphs y Boz Burrell) en el estudio para grabar estas cuatro canciones nuevas. La reunión fue corta, pero produjo un Top 20 con "Hey Hey" (#15). La segunda canción nueva, "Hammer of Love" llegó al puesto #23. Las nuevas canciones aparecieron en el álbum compilatorio llamado The Original Bad Company Anthology, el cual logró el puesto #189. Muchos fanes se sintieron defraudados con el listado de canciones, el cual descartó temas considerados como favoritos, aunque aparecieron bastantes rarezas. La reunión de la banda los llevó a salir de gira el verano de 1999 por solo 30 fechas en Estados Unidos. Los conciertos fueron satisfactorios. Al año siguiente, Ralphs anunció que se retiraba de las presentaciones en vivo y Burrell dejó nuevamente la banda, llevando la reunión a su fin.
Paul Rodgers nuevamente se unió a Simon Kirke en 2001 para una nueva gira por Estados Unidos, la cual incluyó fechas junto a Styxn y Billy Squier como invitado especial. Rick Wills y Dave Colwell reemplazaron a los retirados Boz Burrell y Mick Ralphs. La gira resultó en grandes ganancias para la banda y luego se desplazaron a Inglaterra. Completaron algunas fechas en la costa oeste de Estados Unidos para grabar un nuevo álbum en vivo y DVD llamados In Concert: Merchants of Cool, los cuales estrenaban la canción "Joe Fabulous", logrando el puesto #1 en la radio y el Top 20 en Mainstream Rock Radio en Estados Unidos, durante su semana de debut. La gira promocional de Merchants of Cool en 2002 nuevamente presentó a Kirke y Rodgers como los únicos miembros originales de la banda. Colwell fue el guitarrista principal y Jaz Lochrie, quien había tocado en vivo y grabado con Paul Rodgers desde 1995 en adelante, se hizo cargo del bajo. Como artistas invitados en los conciertos incluyeron a Slash (guitarrista fundador de Guns N' Roses) y Neal Schon (guitarrista de Journey). Después de la gira 2002, Bad Company pasó a inactividad nuevamente y Paul Rodgers retornó a su carrera solista. Joe Walsh guitarrista de Eagles y Bad Company con Paul Rodgers voz, Mick Ralphs a la guitarra y Simon Kirke a la batería, tres de los pilares fundadores de la banda, anunciaron en 2016 “One Hell a Night Tour” una gira por U.S

## Miembros
- Paul Rodgers - vocalista, piano
- Mick Ralphs - guitarra
- Boz Burrell - bajo
- Simon Kirke - percusión

## Discografía

### Álbumes
- Bad Company. Island (junio de 1974) - POP #1; UK #3
- Straight Shooter. Island (abril de 1975) - POP #3; UK #3
- Run with the Pack. Island (febrero de 1976) - POP #5; UK #4
- Burnin' Sky. Island (marzo de 1977) - POP #15; UK #17
- Desolation Angels. Swan Song (marzo de 1979) - POP #3; UK #10
- Rough Diamonds. Swan Song (agosto de 1982) - POP #26; UK #15
- 10 from 6 (recopilación). Atlantic (enero de 1986) - POP #137
- Fame and Fortune. Atlantic (octubre de 1986) - POP #106
- Dangerous Age. Atlantic (agosto de 1988) - POP #58
- Holy Water. Atco (junio de 1990) - POP #35
- Here Comes Trouble. Atco (septiembre de 1992) - POP #40
- What You Hear Is What You Get: The Best Of Bad Company (en vivo). Atco (diciembre de 1993)
- Company of Strangers. EastWest (junio de 1995) - POP #159
- Stories Told & Untold. EastWest (noviembre de 1996)
- The Original Bad Company Anthology (recopilación 2xcd). Elektra (marzo de 1999) - POP #189
- In Concert: Merchants of Cool (en vivo). Sanctuary (mayo de 2002)
- Live in Albuquerque 1976 (en vivo 2xcd). Cleopatra (agosto de 2006)

POP: Billboard 200 Album Chart; UK: UK Albums Chart

### Sencillos
- "Can't Get Enough / Little Miss Fortune". Island (agosto de 1974) - POP #5; UK #15
- "Movin' On / Easy On My Soul". Swan Song (enero de 1975) - POP #19
- "Good Lovin' Gone Bad / Whiskey Bottle". Island (marzo de 1975) - POP #36; UK #31
- "Feel Like Makin' Love / Wild Fire Woman". Island (julio de 1975) - POP #10; UK #20
- "Run With The Pack / Do Right By Your Woman". Island (marzo de 1976)
- "Young Blood / Do Right By Your Woman". Swan Song (marzo de 1976) - POP #20
- "Honey Child / Fade Away". Swan Song (julio de 1976) - POP #59
- "Everything I Need / Too Bad". Island (febrero de 1977)
- "Burning Sky / Everything I Need". Swan Song (mayo de 1977) - POP #78
- "Rock'n' Roll Fantasy / Crazy Circles". Swan Song (marzo de 1979) - POP #13
- "Gone, Gone, Gone / Take The Time". Swan Song (julio de 1979) - POP #56
- "Electricland / Untie The Knot". Swan Song (septiembre de 1982) - POP #74, ROK #2
- "Racetrack". Swan Song (septiembre de 1982) - ROK #39
- "This Love / Tell It Like It Is". Atlantic (octubre de 1986) - POP #85, ROK #12
- "Fame And Fortune / When We Made Love". Atlantic (febrero de 1987) - ROK #37
- "That Girl / I'm Sleeping". Atlantic (febrero de 1987)
- "No Smoke Without A Fire / Love Attack". Atlantic (agosto de 1988) - ROK #4
- "One Night". Atlantic (noviembre de 1988) - ROK #9
- "Shake It Up / Dangerous Age". Atlantic (abril de 1989) - POP #82, ROK #9
- "Bad Man". Atlantic (abril de 1989) - ROK #20
- "Holy Water / I Can't Live Without You". Atco (julio de 1990) - POP #89, ROK #1
- "Boys Cry Tough". Atco (agosto de 1990) - ROK #3
- "If You Needed Somebody / Dead Of The Night". Atco (noviembre de 1990) - POP #16, ROK #2
- "Stranger Stranger". Atco (febrero de 1991) - ROK #9
- "Walk Through Fire / Lay Your Love On Me". Atco (julio de 1991) - POP #28, ROK #14
- "How About That / Here Comes Trouble". Atco (septiembre de 1992)
- "How About That / Brokenhearted". Atco (septiembre de 1992) - POP #38, ROK #1
- "This Could Be The One / Both Feet In The Water". Atco (noviembre de 1992) - POP #87, ROK #21
- "Here Comes Trouble". Atco (febrero de 1993) - ROK #28
- "Down And Dirty". EastWest (junio de 1995) - ROK #17
- "Hey, Hey". Elektra (marzo de 1999) - ROK #15
- "Hammer Of Love". Elektra (junio de 1999) - ROK #23

POP: Billboard Hot 100 Chart, ROK: Billboard Mainstream Rock Tracks; UK: UK Singles Chart